# Oliver Baumann
Oliver Baumann (* 2. června 1990, Breisach am Rhein, Německo) je německý fotbalový brankář, v současnosti působí v německém klubu TSG 1899 Hoffenheim.

## Klubová kariéra
V profesionálním fotbale debutoval v dresu SC Freiburg, kde působil i v mládežnických týmech.
S Freiburgem se probojoval do základní skupiny H Evropské ligy 2013/14, kde vedle českého týmu FC Slovan Liberec narazil na portugalský GD Estoril Praia a španělskou Sevillu. Pro Freiburg to bylo vystoupení v evropských pohárech po 12 letech. 19. září 2013 chytal proti hostujícímu českému celku FC Slovan Liberec a měl podíl na inkasovaném gólu z kopačky ukrajinského hráče Vladyslava Kalitvinceva, kterým Liberec snížil na 1:2. Kalitvincevova střela mířila přímo na něj a Baumann si ji srazil do sítě. Zápas skončil remízou 2:2. Ve skupině skončil Freiburg se ziskem 6 bodů na třetím místě a do jarních vyřazovacích bojů nepostoupil.
27. října 2013 v domácím ligovém zápase proti Hamburger SV vyrobil několik minel (např. podskočil centrovaný míč), což mělo za následek porážku Freiburgu 0:3. V Následujících dvou zápasech ale podal jisté výkony a vychytal čisté konto (ligová výhra proti 1. FC Norimberk 3:0 - vůbec první vítězství Freiburgu v ročníku 2013/14, a remíza 0:0 v Evropské lize proti domácímu portugalskému týmu GD Estoril Praia).
V létě 2014 přestoupil do TSG 1899 Hoffenheim.

## Reprezentační kariéra
Baumann reprezentoval Německo v mládežnických kategoriích.
V německé reprezentaci do 21 let debutoval 3. září 2010 v kvalifikaci na Mistrovství Evropy hráčů do 21 let 2011 proti České republice (remíza 1:1).
Zúčastnil se Mistrovství Evropy hráčů do 21 let 2013 v Izraeli, kde Německo nepostoupilo ze základní skupiny. Plnil roli rezervního brankáře, chytal pouze v posledním zápase základní skupiny 12. června proti Rusku, kdy již bylo jisté, že Německo nepostoupí do vyřazovací fáze. Proti Rusku vychytal výhru 2:1.
Byl nominován na Euro 2024.